# Agnès de France (impératrice byzantine)
Pour les articles homonymes, voir Agnès de France et Anne de France.
Agnès de France (1171- v. 1220/1240), ou Anne de France, est une impératrice byzantine, fille de Louis VII.

## Biographie

### Famille
Agnès de France est le second enfant du roi des Francs Louis VII le Jeune (maison capétienne) et de son épouse Adèle de Champagne. Elle est donc la sœur cadette de Philippe II de France, ainsi que la demi-sœur de Marie de France, Alix de France (1150-1195), Marguerite de France (1158-1197) et Adèle de France (1160-1221). Agnès de France devient la figure marquante de l'histoire des impératrices byzantines, elle est nommée la Byzantine Augusta.

### Mariage, impératrice des Romains et des Grecs

#### Le mariage de jeunesse,AlexisIIComnène(1180-1183)
En 1179, le royaume de Louis VII le Jeune et l'empire byzantin de Manuel Ier Comnène font alliance par le mariage de leurs deux enfants. Le règne de Manuel Ier Comnène étant marqué par les conflits entre l'Occident et l'Anatolie, le pape Alexandre III propose donc à Manuel Ier Comnène de marier son fils Alexis II Comnène (Alexios Komnenos) à la plus jeune fille de Louis VII le Jeune.
Agnès de France (neuf ans) et Alexis II Comnène (douze ans) furent unis en 1180. Béatrice Caseau-Chevallier mentionne dans son ouvrage qu'une escorte byzantine serait allée chercher Agnès de France. « Eusthate de Thessalonique évoque l'accueil enthousiaste de la foule rassemblée sur le Bosphore pour accueillir cette princesse d'illustre lignage ».
Charles Diehl introduit son lecteur aux relations entre Manuel Ier Comnène et Louis VII le Jeune lors de la prise de décision de l'alliance entre les deux enfants. Robert de Clari est le principal témoin de référence pour Alexis II Comnène, de même que Nicétas Choniatès est lui aussi une source de l'époque.

#### Le mariage scandaleux,AndronicIerComnène(1183-1185)
Agnès de France vécut les épisodes tragiques qui marquèrent les trois années de trahisons dans la famille Comnène. Le jeune Alexis II Comnène fut en effet étranglé par son cousin Andronic Ier Comnène. À plus de soixante ans, le basileus Andronic Ier Comnène épousa la petite Agnès de France alors âgée de douze ans, et « le mariage fut, à la fin de 1183, célébré à Sainte-Sophie et consommé ». Le mariage fut un scandale, même à Byzance. Selon Robert de Clari, qui décrit l'empereur comme un violeur acharné et un tyran, Agnès était la première victime de ces viols.
Agnès de France profita par ce mariage de son rôle d'impératrice. Son visage était représenté dans les figures cérémonielles et elle jouissait d'une grande importance sociale et culturelle.
Au moment où son époux doit fuir les révoltes de la capitale, il emmène avec lui sa jeune épouse et sa maîtresse mais leur traversée pour rejoindre (possiblement) les Rus' de Kiev est rendue impossible par des vents contraires et l'ancien empereur est fait prisonnier. Andronic meurt, tué par la foule le 12 septembre 1185, et on ignore ce que devint la jeune femme pendant les jours troublés qui suivirent sa chute.

#### L'amant, Théodore Branas (1193)
Malgré la chute d'Andronic, Agnès conserva son rang et son douaire ; au moins à partir de 1193, elle devint la maîtresse de Théodore Branas, un membre influent de la cour byzantine, fils d'Alexis Branas. Ils eurent une fille - peut-être appelée Branaina, qui épousa le seigneur français Narjaud de Toucy, née à une date inconnue. Il est raisonnable de penser que d'autres enfants sont nés puisque Théodore Branas fut remplacé comme seigneur d'Andrinople par Baudoin de Béthune. Comme la seigneurie était héréditaire, on suppose que Baudoin a épousé une fille de Branas par ailleurs non attestée.

### La conquête de Byzance (siège de Constantinople de 1204)
Agnès de France était présente lors des prises de Constantinople en 1203-1204 au cours de la quatrième croisade, opposant chrétiens d'Orient et chrétiens d'Occident. Elle refusa de parler aux croisés, ses anciens compatriotes, affirmant avoir oublié sa langue maternelle mais s'entretint en privé avec son neveu Louis, comte de Blois qui faisait partie des croisés. Sur l'insistance du nouvel empereur latin, Baudouin I, elle épousa Branas - jusque-là il semble qu'elle avait refusé pour conserver sa dot.
En 1206, Henri de Flandre conclut une convention formelle avec Théodore Branas, rallié aux Latins, et sa femme Agnès. Et, ainsi, dit Villehardouin, « fut faite et conclue la convention, et la paix fut conclue entre les Grecs et les Francs ». Charles Diehl pense qu'elle aurait joué ainsi un rôle de réconciliatrice permettant de rapprocher les vainqueurs et les vaincus : « Femme d’un grand seigneur grec, elle ne le suivit point dans le parti des patriotes qui résistaient sans fléchir à l’étranger ; elle n’émigra point avec lui à Nicée ou ailleurs ; c’est elle, au contraire, qui amena son mari vers les Francs, fit de lui un feudataire, s’il se pouvait les deux races ennemies. Née fille de France, morte dans une principauté grecque vassale d’un empereur latin, ayant fondé avec Théodore Branas une famille qui sera toute française, elle rejoignait ainsi harmonieusement, malgré les aventures orageuses d’une partie de sa vie, son lit de mort à son berceau ».
Agnès semble avoir largement influencé l'avenir de son époux, notamment en lui obtenant le titre de gouverneur d'Andrinople (titre héréditaire), au profit de familles habituellement détentrices de tels privilèges (en général très proche du pouvoir impérial à l'instar des Kostomyrai ). Toutefois, aucune opposition ne fut formulée à l'encontre de la décision et un serment fut même proclamé pour assurer que les familles n'y attentent en rien. Geoffroy de Villehardouin précise que la gouvernance d'Andrinople et de Dimot était pleinement partagée avec Agnès.

### Décès
Elle meurt en 1220, selon les dires de Robert de Clari, ou plus tard vers 1240.
Une des petite-filles d'Agnès, Irène, épousa le demi-frère de l'empereur Michel VIII, signe d'une réconciliation avec les Byzantins.

## Le livre grec d'Augustine
Au XIIe siècle byzantin, l'enjeu diplomatique le plus important fut de forger des alliances avec d'autres puissances. Cette nécessité d'une politique étrangère se traduit par les mariages royaux. Le but du mariage était de fournir un héritier au trône. La femme choisie devait être jeune et issue d'une famille assez nombreuse pour gage de fécondité. Aux XIe et XIIe siècles, épouser une princesse d'origine latine était le type d'alliance le plus recherché. Cette volonté de faire une alliance diplomatique était liée à l'affaiblissement de l'empire des Comnènes. Les mariages avec des princesses latines étaient donc nécessaires à l'intégration de l'empire au sein des relations diplomatiques internationales. Le couronnement d'une impératrice se faisait en même temps que celui de l'empereur. Les rites de passages et les cérémonies permettaient donc d'entériner la nouvelle identité des princesses et de supprimer leur lien d'appartenance à leur pays d'origine.
Le Livre grec d'Augustine était un cadeau pour Agnès de France à son arrivée à Constantinople en 1179, lui dictant ses nouvelles obligations d'épouse. Ce livre mentionne la cérémonie de transition ainsi que le rite de passage vécu par la jeune fille qui avait neuf ans à l'époque. À cause de ce rite de passage, le prénom d’Agnès de France deviendra Anna (terminologie byzantine). Une fois sa personne donnée à l'empereur byzantin, la princesse doit se détacher de ses racines d'origines. Agnès de France n'a donc plus de sentiment d'appartenance à la France, mais plutôt un attachement aux valeurs de sa nouvelle terre d'accueil.
Le livre se divise de la manière suivante : les accords et les conditions du mariage entre Louis VII le jeune et Manuel Ier Comnène (correspondances entre les deux souverains), l'arrivée d'Agnès à Constantinople (mention de l'Augustine de l'est dans le livre), et finalement l'intégration d'Agnès de France dans la famille des Comnènes ainsi qu'à l'ensemble de la population.